# Embelia henryi
Embelia henryi är en viveväxtart som beskrevs av Egbert Hamilton Walker. Embelia henryi ingår i släktet Embelia och familjen viveväxter. Inga underarter finns listade i Catalogue of Life.